# Aporosa frutescens
Aporosa frutescens är en emblikaväxtart som beskrevs av Carl Ludwig von Blume. Aporosa frutescens ingår i släktet Aporosa och familjen emblikaväxter. Inga underarter finns listade i Catalogue of Life.